# Karolína Stuchlá
Karolína Stuchlá (* 24. Februar 1994 in Děčín) ist eine ehemalige tschechische Tennisspielerin.

## Karriere
Stuchlá spielt vorrangig auf Turnieren des ITF Women’s Circuit, bei denen sie bislang 13 Titel im Doppel gewinnen konnte, davon zwölf mit ihrer ständigen Doppelpartnerin Lenka Kunčíková.
Ihr erstes Profiturnier spielte sie im Juni 2012 in Jablonec nad Nisou, wo sie bereits in der ersten Runde ausschied. Im September desselben Jahres gelang ihr beim Turnier in Prag der erste Sieg. Im Oktober 2014 erreichte sie beim Turnier in Albena ihr erstes Einzelfinale, in dem sie ihrer Landsfrau Pernilla Mendesová mit 5:7 und 2:6 unterlag.
Größere Erfolge feierte Stuchlá bislang im Doppel. Sie gewann 2013 den ersten Titel zusammen mit Lenka Kunčíková in Bad Waltersdorf. Ihre bislang größten Erfolge feierte sie 2015 mit dem Gewinn der beiden $50.000-Turniere in Nantes und Olmütz, ebenfalls mit Kunčíková. Auf der WTA Tour erhielten die beiden im Jahr 2015 für den Nürnberger Versicherungscup und die BGL BNP Paribas Luxembourg Open sowie das Challenger-Turnier in Limoges jeweils eine Wildcard. 2016 gingen sie bei den BMW Malaysian Open 2016 an den Start, verloren jedoch bereits in der ersten Runde gegen Varatchaya Wongteanchai und Yang Zhaoxuan mit 4:6 und 2:6.
Ihr bislang letztes internationales Turnier spielte Stuchlá im Februar 2017. Sie wird in der Weltrangliste nicht mehr geführt.

## Turniersiege

### Doppel
| Nr. | Datum            | Turnier         | Kategorie   | Belag             | Partnerin       | Finalgegnerinnen                         | Ergebnis          |
| --- | ---------------- | --------------- | ----------- | ----------------- | --------------- | ---------------------------------------- | ----------------- |
| 1.  | 26. Juli 2013    | Bad Waltersdorf | ITF $10.000 | Sand              | Lenka Kunčíková | Adrijana Lekaj Karla Popovic             | 6:4, 7:66         |
| 2.  | 23. August 2013  | Prag            | ITF $10.000 | Sand              | Lenka Kunčíková | Kristýna Hrabalová Marie Mayerová        | 6:3, 7:5          |
| 3.  | 16. März 2014    | Gonesse         | ITF $10.000 | Sand (Halle)      | Jessika Ponchet | Carolin Daniels Lena-Marie Hofmann       | 6:74, 6:3, [10:3] |
| 4.  | 23. Mai 2014     | Velenje         | ITF $10.000 | Sand              | Lenka Kunčíková | Martina Kubičíková Tereza Máliková       | 7:5, 6:1          |
| 5.  | 6. Juni 2014     | Bol             | ITF $10.000 | Sand              | Lenka Kunčíková | Olha Jantschuk Christina Shakovets       | 0:6, 6:1, [10:8]  |
| 6.  | 13. Juni 2014    | Bol             | ITF $10.000 | Sand              | Lenka Kunčíková | Samantha Harris Sally Peers              | 6:0, 6:4          |
| 7.  | 29. August 2014  | Ostrava         | ITF $10.000 | Sand              | Lenka Kunčíková | Maryna Kolb Nadija Kolb                  | 4:6, 6:2, [10:7]  |
| 8.  | 10. Oktober 2014 | Albena          | ITF $10.000 | Sand              | Lenka Kunčíková | Julia Helbet Isabella Schinikowa         | 6:2, 6:4          |
| 9.  | 17. Januar 2015  | Stammheim       | ITF $10.000 | Hartplatz (Halle) | Lenka Kunčíková | Martina Borecká Jesika Malečková         | 6:2, 6:3          |
| 10. | 18. Juli 2015    | Olmütz          | ITF $50.000 | Sand              | Lenka Kunčíková | Cindy Burger Kateřina Vaňková            | 1:6, 6:4, [12:10] |
| 11. | 16. Oktober 2015 | Albena          | ITF $10.000 | Sand              | Lenka Kunčíková | Gabriela Pantůčková Magdaléna Pantůčková | 6:1, 6:3          |
| 12. | 8. November 2015 | Nantes          | ITF $50.000 | Hartplatz (Halle) | Lenka Kunčíková | Kateřina Siniaková Renata Voráčová       | 6:4, 6:2          |
| 13. | 31. Januar 2016  | Sunrise         | ITF $25.000 | Sand              | Lenka Kunčíková | Kateřina Kramperová Jesika Malečková     | 6:1, 7:66         |